# St-Rémy (Saint-Sauvier)

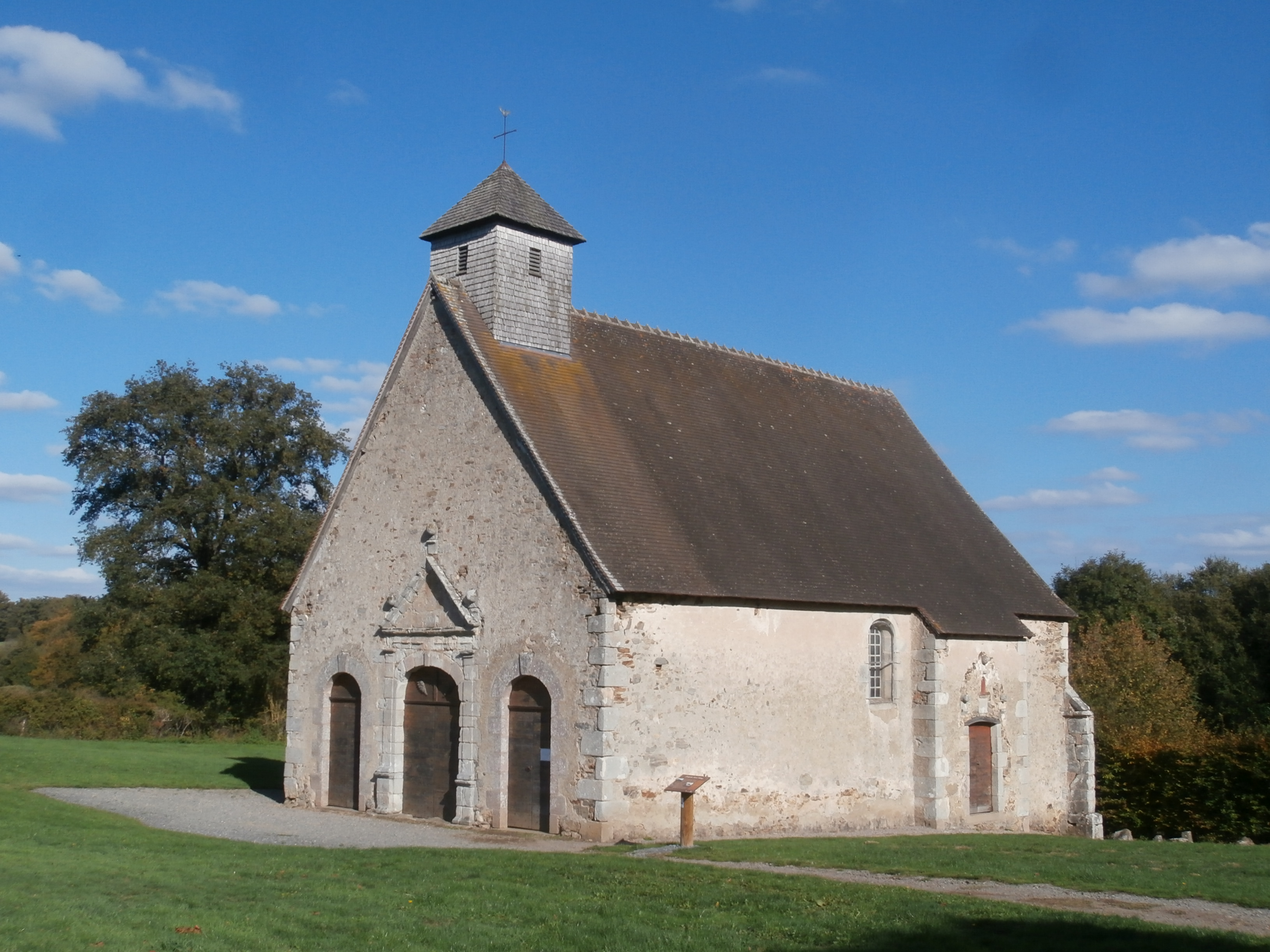
Kapelle St-Rémy in Saint-Sauvier

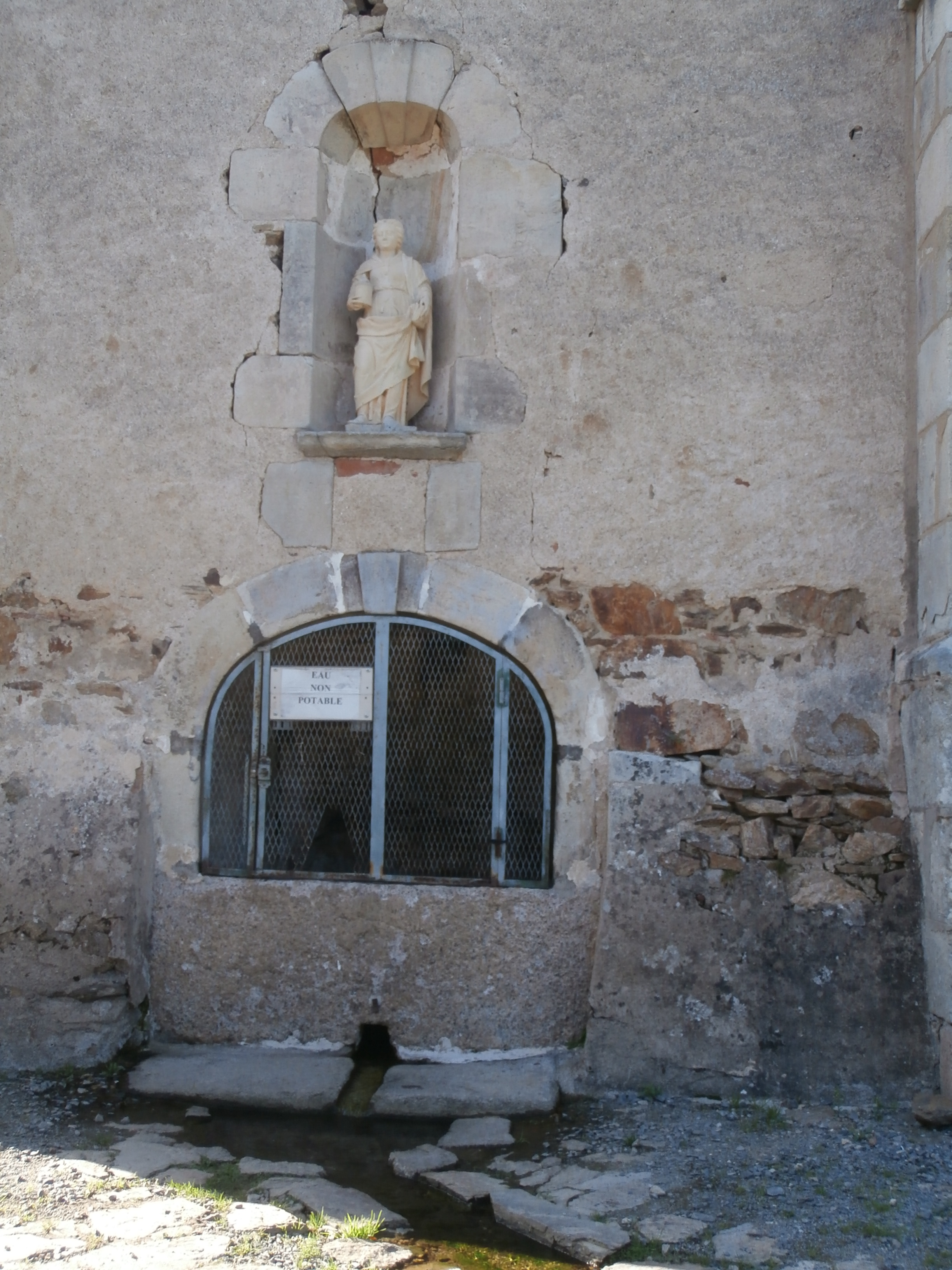
Quelle und Skulptur der heiligen Magdalena

Die Kapelle St-Rémy in Saint-Sauvier, einer französischen Gemeinde im Département Allier der Region Auvergne-Rhône-Alpes, wurde im 17. Jahrhundert errichtet. Im Jahr 1993 wurde die Kapelle, die östlich des Ortes auf einer Wiese steht, als Monument historique (Baudenkmal) klassifiziert.

## Geschichte und Beschreibung
An der Stelle der ehemaligen Wallfahrtskapelle soll bereits zur Merowingerzeit ein Vorgängerbau gestanden haben. Die Wallfahrten fanden ab dem 17. Jahrhundert bis in die 1930er Jahre statt. Sie wurden aufgrund der Quelle im Chor, die vor allem Augenerkrankungen heilen sollte, vorgenommen.
Die westliche Fassade besitzt drei rundbogige Portale. Über dem mittleren ist ein skulptierter Dreiecksgiebel zu sehen. Der Dachreiter mit Glocke und einem Walmdach ist mit Schindeln verkleidet. Der dreiseitige Chor wird von Strebepfeilern gegliedert.

## Ausstattung
- Skulptur der heiligen Magdalena aus dem 16. Jahrhundert, Monument historique
- Skulptur der heiligen Veronika, Monument historique
- Skulptur des Johannes des Täufers aus dem 18. Jahrhundert, Monument historique
- Gedenktafel aus Stein zur Erinnerung an die Messstiftung von Marguerite le Groing de la Romagère (1410), Monument historique
- Kommunionbank mit Baluster, Monument historique
- Tabernakel, Monument historique

Siehe auch: Liste der Monuments historiques in Saint-Sauvier#Liste der Objekte